# FAMAE SAF
FAMAE SAF — чилійський пістолет-кулемет виробництва «FAMAE» (ісп. Fábricas y Maestranzas del Ejército), випущений в 1993 році.

## Опис
SAF працює за схемою із вільним затвором. Стріляє із закритого затвора. Конструкція заснована на швейцарському автоматі SIG SG 540, який вироблявся у Чилі за ліцензією у 1980-х. SAF є укороченим SG 540, але з вільним затвором. Верхня та нижня частини ствольної коробки, спускова скоба виконані зі сталі, пістолетна рукоять і цівка – з полімерів. Перекладач режимів стрільби виконаний з обох боків ствольної коробки. Цівка використовується від автоматів SIG 552/553. Старі моделі мали свою власну цівку.
Магазин пластиковий та прозорий. На ньому є виступи для прикріплення додаткових магазинів, що дозволяє з'єднувати два або три магазини, для більш швидкої перезарядки. Магазин під патрон .40 S&W сталевий, на 30 набоїв.
Перекладач режимів стрільби має чотири позиції: безпечний режим, поодинокі постріли, черги з відсіканням по три патрони, безперервними чергами. Деякі моделі мають лише режим стрільби одиночними.

## Варіанти

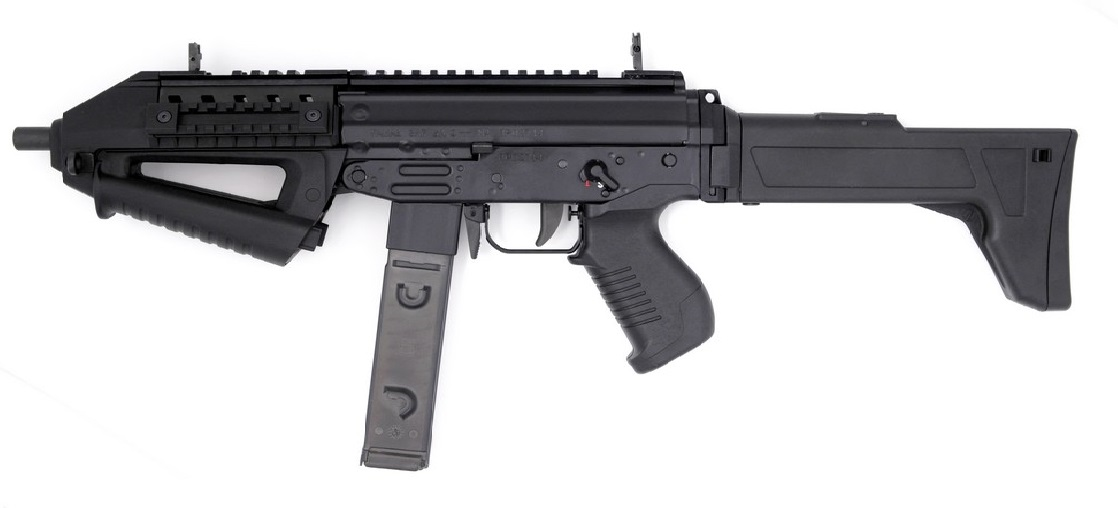
FAMAE SAF-200

- Стандартна модель з нескладним прикладом із полімерів.
- Стандартна модель зі складним трубочним прикладом, що складається на ліву частину корпусу зброї.
- Модель з інтегрованим глушником та складним прикладом.
- Mini-SAF — компактний варіант, довжиною в 304 мм, з укороченим до 110 мм стволом, без приклада (але можна приєднати складаний трубковий приклад від звичайного SAF) і з передньою рукояттю. Стандартно йде з магазинами на 20 набоїв, але може використовувати магазини і на 30 набоїв.
- SAF-200 — модель з новим прикладом та прицільною планкою.

## Оператори
- Чилі — на озброєнні збройних сил та поліції.
- Сальвадор — на озброєнні поліції Сальвадору.
- Коста-Рика — в 2011 році закуплено для державних військових структур.